# Виллани де Пиллонико, Карл Драготин
Карл (Карел) Бартоломей Игнац Драготин Виллани де Пиллонико (чеш. Karel Bartoloměj Ignác baron Villani de Pillonico; 23 января 1818, Сушице, Богемия , Австрийская империя — 24 марта 1883, Стршижков (ныне района Бенешов Среднечешского края Чешской Республики) — чешский писатель, поэт, либеральный политик.

## Биография
Барон, его предки выходцы из итальянского города Перуджа, прибыли в Чехию во время Тридцатилетней войны. Учился у пиаристов в Ческе-Будеёвице. Позже, обучался в Терезианской военной академии. После окончания академии служил в Праге и Чаславе. За нежелание сражаться с польскими повстанцами и частое пренебрежение своими воинскими обязанностями, был уволен со службы в 1846 г.
После 1846 года жил попеременно в Праге и в имении в Стршижков, занимался сельским хозяйством и литературной работой.
Присоединился к чешскому движению Возрождения. Был депутатом богемского сейма — Рейхсрата.
Активный участник революционных выступлений 1848 года в Праге. Был командиром чешского вооруженного корпуса «Святовацлавского братства», позднее переименованного в национально-патриотическое общество «Svornost».
После подавления революции попал на три месяца в тюрьму. Освобожден по амнистии и выслан в Стршижков, где находился под надзором полиции. Освобожденный из заключения, снова посвятил себя политической деятельности, несколько раз был избираем депутатом в сейм и наконец в 1870 г. стал членом государственного совета.
В 1865 г. был избран бургомистром Бенешова. Способствовал строительству больниц, железной дороги Прага-Табор и др. Позже руководителем района Бенешов .

## Творчество
Стихи начал писать в стенах военной академии. Сотрудничал в чешскими журналами.
Основная темы стихов: любовь к родине, славянское единство и солидарность, моральные ценности, мужество чехов и женская красота. Для
В 1844 г. издал книжки: «Lyra а meč» и «Vojenské zpěvy. Lipy Květ. Deklamace. Smír. Dopisy z Prahy» (2 изд., 1862). В 1851 г. издал поэму «Ulehčení», а в 1869 г. комедию «Štědry večer».
Особенно любимы чешской читающей публикой были его маленькие стихотворения, отличающиеся гармоничностью, простотою и мелодичностью стиха. Для них писали музыку популярные чешские композиторы; многие из них сделались почти народными песнями.